# Burgberg Niederwartha

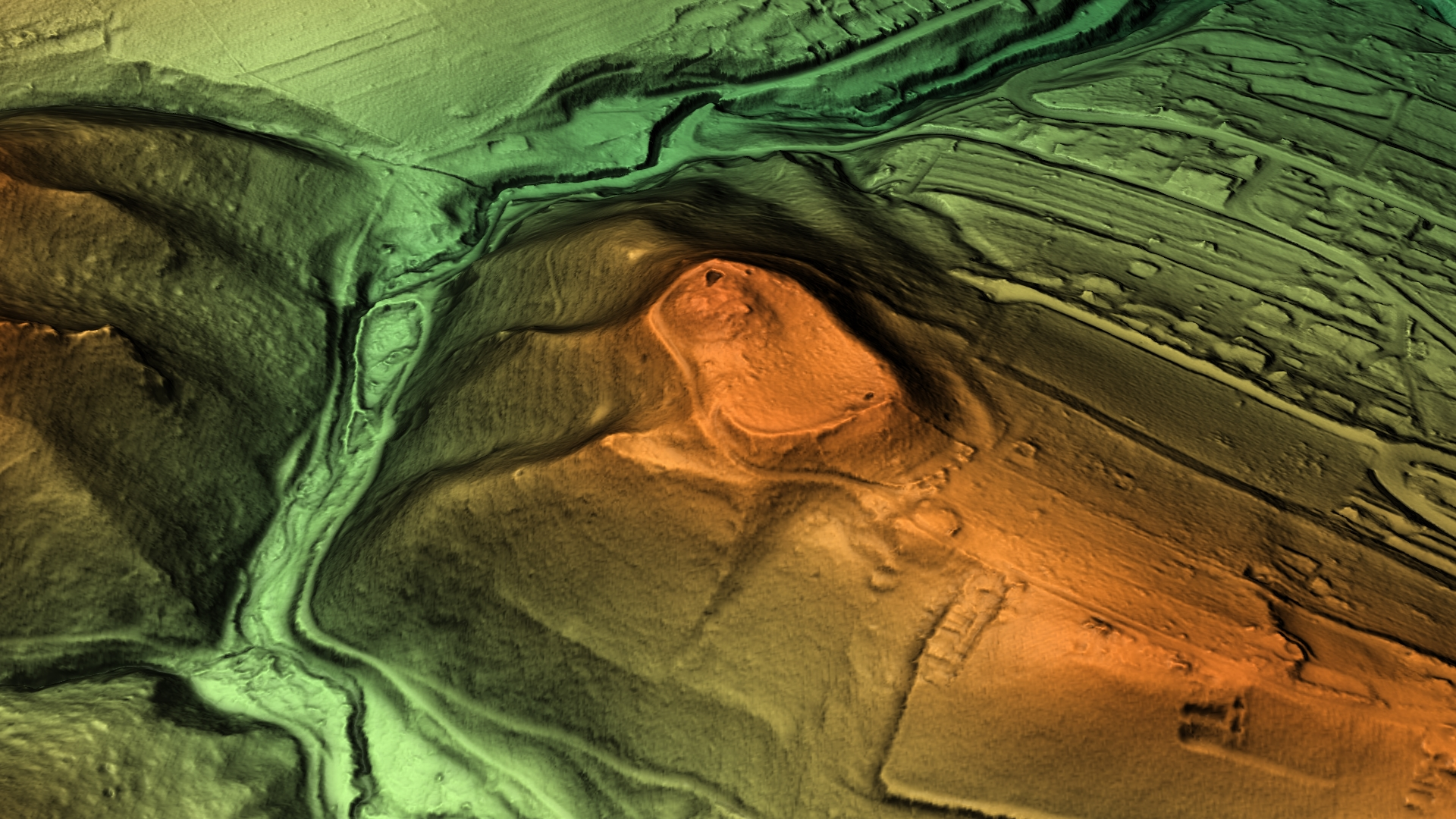
3D-Ansicht des digitalen Geländemodells

Der Burgberg Niederwartha ist eine abgegangene slawische Befestigungsanlage bei Niederwartha am Tännichtgrund im Westen der Stadt Dresden.

## Lage und Beschreibung
Der Burgberg liegt nahe dem Ort Niederwartha auf einem Bergsporn oberhalb des Tännichtgrunds. Zu drei Seiten fallen die Hänge des Bergsporns kegelförmig zum Tännichtgrund ab. Die Draufsicht des Bergsporns ähnelt einem ausgestreckten Arm mit Daumen-runter-Geste (dislike), an deren Hand sich die Spornburg und am Unterarm die Vorburg befindet. Die Hauptburg der Anlage weist eine West-Ost-Ausdehnung von ca. 100 m auf und hat einen Wall mit östlich vorgelagertem Wehrgraben. Der Zugang zum ehemaligen Tor verläuft parallel südlich der Wallanlage, wodurch die Verteidigung verbessert wurde. Innerhalb der Hauptburg existieren drei unterschiedliche Höhenebenen. So führt der Zugang zu einer Art Burgplatz, während eine Abgabelung des Weges südwestlich um die höchste Ebene der Hauptburg zu dieser herauf führt. Auf der höchsten Ebene befinden sich heute Mauerreste unbekannter, aber wahrscheinlich neuerer Entstehung, wie u. a. Reste einer Terrasse oder ein ehemaliges Schwimmbecken. Aufgrund der verwendeten Baumaterialien wurden scheinbar ältere mit neueren Baustrukturen verschmolzen. Wahrscheinlich fand eine neuzeitliche Nutzung im Zusammenhang mit der östlich gelegenen Schrebergartensiedlung statt, von welcher sich derzeit noch Reste auf dem Gebiet der Vorburg befinden. Im südlichen Bereich der Hauptburg, der niedrigsten Ebene, befindet sich eine Art Bastion (Daumen der Hand siehe oben), zu welcher ebenfalls Reste einer weiteren Abgablung des Zuganges zu erkennen sind. Östlich der Hauptburg, am Burggraben hin zum Hauptwall, befinden sich Reste einer Steinmauer. Die östlich der Hauptburg gelagerte Vorburg verfügt ebenfalls über einen Wall (Vorwall), in dessen südlichem Abschnitt sich der ehemalige Durchgang befindet. Die West-Ost-Ausdehnung der Vorburg beträgt ca. 100 m.
Der Zugang von der Oberwarthaer Straße ist derzeit durch Privatbesitz versperrt und nicht öffentlich zugänglich. Ein weiterer, sehr steiler Zugang ist am Ende der Straße „Am Burgberg“ möglich.

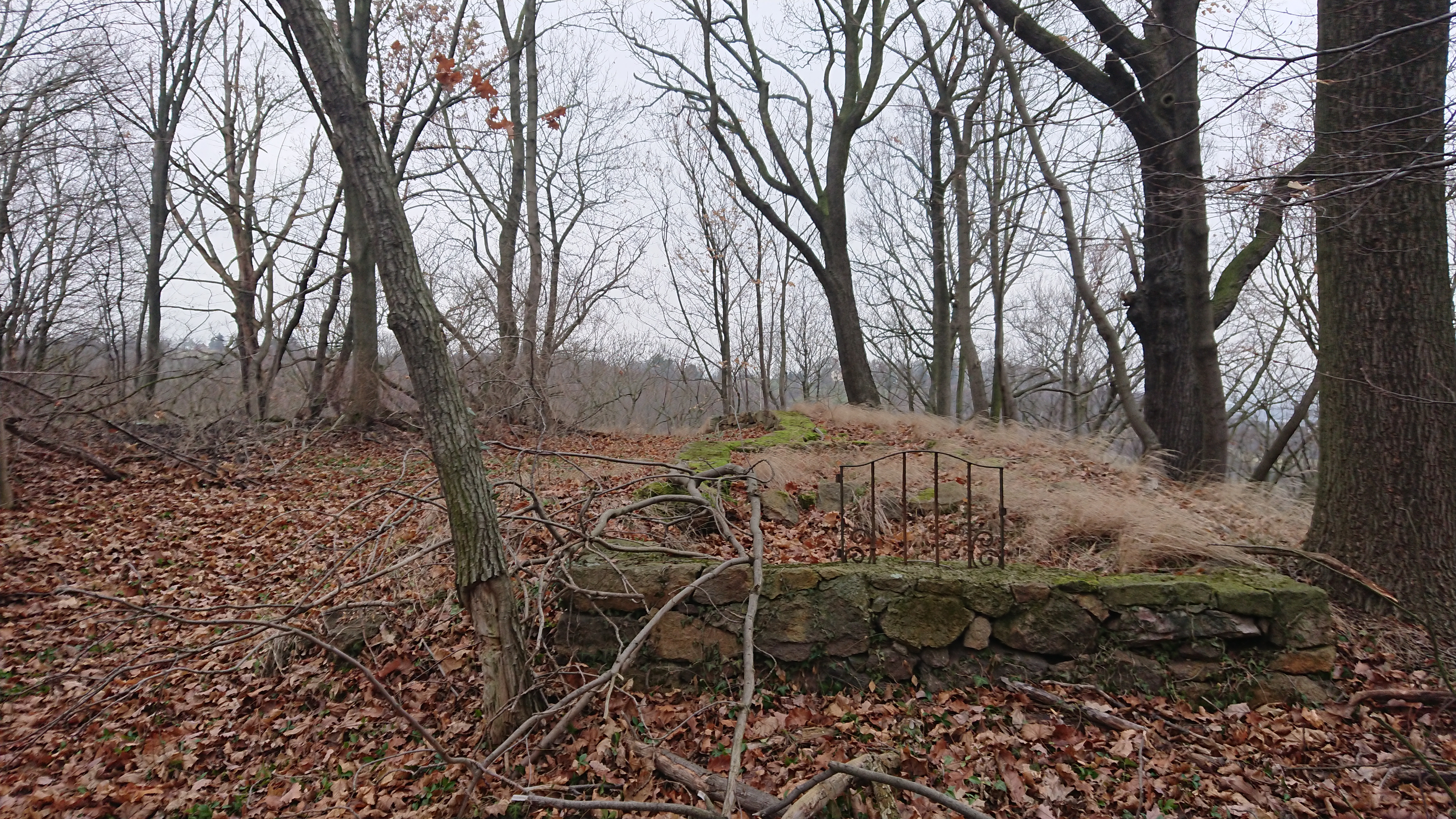
Mauerreste unbekannter Entstehungszeit, Blick westlich über die höchste Ebene der Hauptburg, im Hintergrund Weistropp, 2018
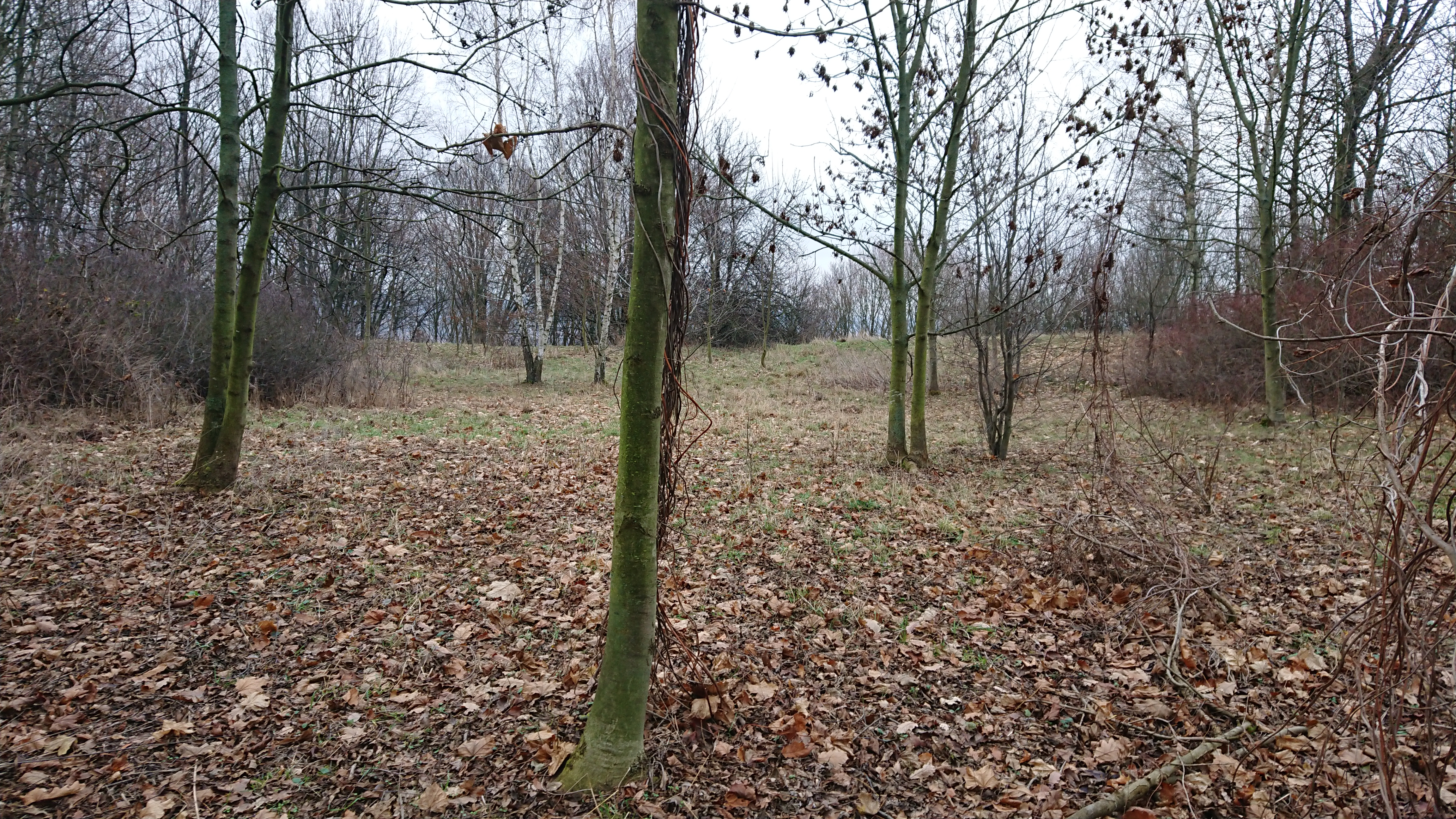
Blick nördlich über den Burgplatz, mittlere Höhenebene der Hauptburg, 2018
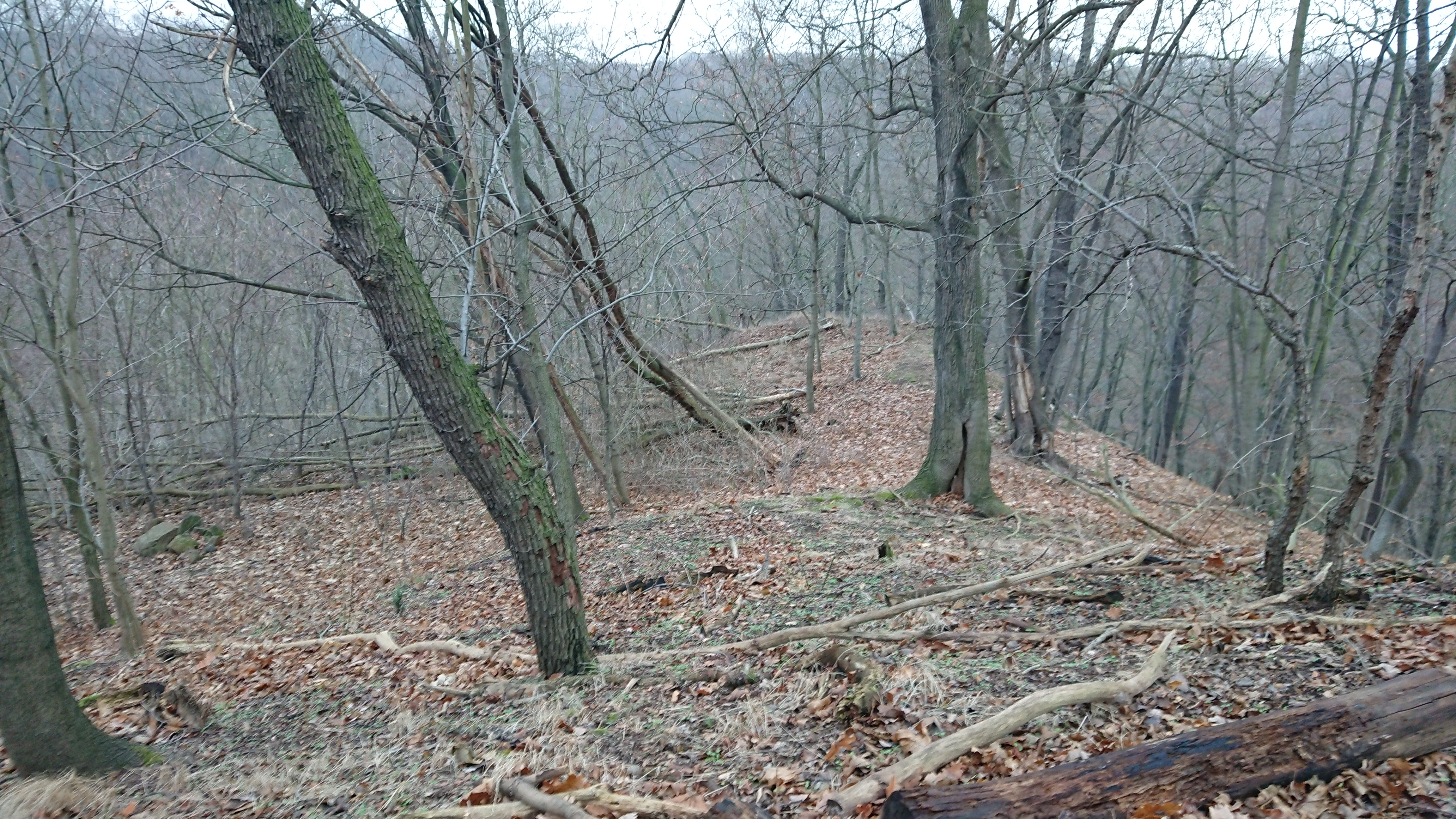
Blick südlich auf die Bastion (Daumen), niedrigste Höhenebene der Hauptburg, 2018

## Name Woz/Gvozdek
Das Wort Woz könnte sich aus dem polnischen wóz für Fuhrpark, oder polnisch wozić für fahren oder befördern zurückführen. Vor dem 9. Jahrhundert bestand der Ort Woz vermutlich lediglich aus einem Rastplatz ohne oder nur mit einfachen Wall-Graben-Anlagen. Dieser Rastplatz lag wahrscheinlich im Bereich Oberwartha, nahe der Handelsstraße, die von der Niederwarthaer Furt ins Böhmische Becken verlief.
Das Wort Gwozdek, Gvozdek oder Guodezi zeigt eine Verwandtschaft zum polnischen gwizdek, was Pfeifer (Beruf) bedeutet und mit dem auf Burgen existierenden Beruf (Musiker) in Verbindung stehen könnte. Ebenso ist eine Ableitung von hvozd für den Bergwald (Hochwald im Zittauer Gebirge) oder vom polnischen Wort gwozd für Wald denkbar.

## Geschichte
Der Burgberg Niederwartha (Woz) wurde nach dem Ende des Großmährischen Reiches, das in Folge der Ungarneinfälle um die Jahrhundertwende des 9./10. Jahrhunderts zerfiel, durch in die Dresdner Elbweitungen vordringende Böhmen auf einer vorher hier existierenden slawischen Siedlung angelegt. Aufgrund der dynastischen Heiratsverbindung christlicher Böhmen mit Sorben entlang der Elbe, die bis in den Havelraum reichten, wurde die Burg Woz (Gvozdek) zusammen mit Dohna und Buistrizi (Coschütz) in der ältesten militärischen Strategie und Landesverwaltung der Böhmen eingegliedert. Woz lag nahe dem Grenzwald zu Daleminzien und zu Meißen, einem damals unbesiedelten Waldstreifen auf der Wilsdruffer Hochebene, an der Nordgrenze des Gaues Nisan. Hier überwachte die Burg einen wichtigen Flussübergang (Niederwarthaer Furt) im Elbbogen von Niederwartha und den Schiffsweg auf der Elbe.
Mit der Eroberung der slawischen Burg Gana (vermutlich bei Hof/Stauchitz südwestlich von Riesa), der Hauptburg der Daleminizer, im Winter 928/929 durch Heinrich I. wird auch die als Nisan bezeichnete Landschaft der Dresdner Elbtalweitung unter die Oberherrschaft des (deutschen) Königs gefallen sein.
Zwischen 929 und 932, endgültig 950, wurde das Dresdner Elbbecken (Gau Nisan) dem Deutschen Reich angeschlossen. 1045 übertrug der König auf Bitten des Markgrafen, dessen Vasallen Jamir drei Königshufen im Bezirk burchwardo Guodezi (Burgward Gvozdek). Der Burgward Gvozdek (= Woz) hatte sein Zentrum im Burgberg von Niederwartha und reichte bis zur Wilden Sau im Nordwesten des Gaus Nisan. Zum Burgward gehörten die Höfe/Vorwerke „villa Scutropei“ (Wilsdruff) und Weistropp (=Woz-Dorf). Im Jahre 1087 zog Vratislav nach Zribia (Mark Meißen) und baute die Burg Gvozdek in der Nähe von Meißen wieder auf. 1088 berichtet Cosmas von einem aus Polen zurückkehrenden und auf Versöhnung mit König Vratislav sinnenden Ritter namens Beneda. Nachdem der König ihm sein Schwert entlockt hatte, kam es zu einem Handgemenge, in dem der König durch Beneda verletzt und er selbst schließlich durch des Königs Dienstleute niedergestochen wurde. Neben diesen Berichten zu 1087 und 1088 existieren keine genauen Details zur Lokalisierung der Burg. So wurde die Burg Gvozdec, neben dem Burgberg Niederwartha, ursprünglich auch auf dem Gohlberg bei Constappel vermutet. 1088 verlegte Vratislav I. die Burg an einen anderen sicheren Ort. Der Ort dieser Verlegung wird bisher mit dem sogenannte Böhmerwall identifiziert. Neuere Untersuchungen gehen jedoch dagegen davon aus, dass es sich beim Ort der Burgverlegung nur um den Burgberg in Niederwartha handeln kann. Die vorherige und 1087 wieder aufgebaute Burg Gvozdek (oder Alt-Gvozdek) hat sich demnach im Bereich von Oberwartha befunden und wurde im Jahr 1088 auf den Burgberg bei Niederwartha (Neu-Gvozdek) auf das Areal einer seit dem 9. Jahrhundert hier bestehenden slawischen Siedlung verlegt. Hierzu wird auf die Namensänderung von Woz zu Gvozdek, siehe Abschnitt Name, hingewiesen.
1123 zog zur Unterstützung Wiprechts ein böhmisch-mährisches Heer unter Herzog Vladislav über das Erzgebirge und lagerte jenseits der Burg Gvozdek dem Herzoge Lothar gegenüber.
Weitere bzw. spätere Nennungen der Burg Gvozdek sind nicht bekannt. Bereits im 12. Jahrhundert verlor die Burgwardsorganisation ihre Bedeutung. Hierzu gewannen die Städte wie Dresden an Bedeutung. Aus diesen Gründen ist anzunehmen, dass auch die Burg Gvozdek (Burgberg Niederwartha) zeitgleich aufgelassen wurde.
Auf den Freiberger Meilenblätter von 1785 trägt der Burgberg den Namen „Die Niedere Warthe“. Die ehemalige Wehranlage des Burgbergs Niederwartha ist seit dem 13. Januar 1937 ein geschütztes Bodendenkmal. Dieser Status wurde am 20. Mai 1960 erneuert.
Im Areal Oberwartha befinden sich weitere Verteidigungsanlagen, wie der Böhmerwall, der Heilige Hain und die Obere Warte. Neben den Vorwerken in Wilsdruff und Weistropp wird, aufgrund des überlieferten Flurnamens „Herrenkuppe“, eine weitere Anlage (Vorwerk) auf dem Areal des heutigen Bismarckdenkmals in Cossebaude vermutet.